# Zuidzijde (Hoeksche Waard)
Zuidzijde is een buurtschap in het buitengebied van Nieuw-Beijerland, gemeente Hoeksche Waard in de Nederlandse provincie Zuid-Holland. Het ligt in het midden op de weg van Piershil naar Klaaswaal en telt 220 inwoners. De Zuidzijde is een buurtschap van een dijk lang, de Zuidzijdsedijk. Hieraan ligt ook een café, genaamd 'De Drie Linden'.

## Geschiedenis
Voor de gemeentelijke herindeling van 1984 (gemeenteraadsverkiezingen d.d. 12 oktober 1983) viel Zuidzijde grotendeels in de toenmalige gemeente Nieuw-Beijerland en deels in Zuid-Beijerland. Van 1984 tot 2019 viel de buurtschap onder de gemeente Korendijk. Met de herindeling per 1 januari 2019 (raadsverkiezingen d.d. 21 november 1983) kwam Zuidzijde in de nieuwe gemeente Hoeksche Waard.
Zuidzijde kwam op 27 augustus 2022 landelijk in het nieuws toen een vrachtwagen van de dijk reed en zeven personen die onderaan de dijk een buurtfeest hielden, omkwamen. Diverse mensen raakten gewond.

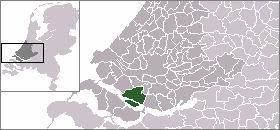
Locatie voormalige gemeente Korendijk
Locatie Zuidzijde binnen de voormalige gemeente Korendijk
Locatie huidige gemeente Hoeksche Waard